# Deák Ferenc tér metróállomás
A Deák Ferenc tér (korábban: Deák tér) a budapesti metróhálózat legrégebbi közös csomóponti állomása, amelyet három vonal (M1, M2, M3) érint. 1970 és 2014 között (az M4-es metróvonal megépüléséig) Budapest metróhálózatának egyetlen csomópontja volt. A három metrómegálló és az azokat összekötő átszálló komplexum az V. kerület és a VIII. kerület határán elhelyezkedő Deák Ferenc tér és Erzsébet tér alatt található.

## Története
Az állomás közelében egy összekötő vágány van, amely az M2-es metrót az M3-assal köti össze.

### M1-es metróvonal

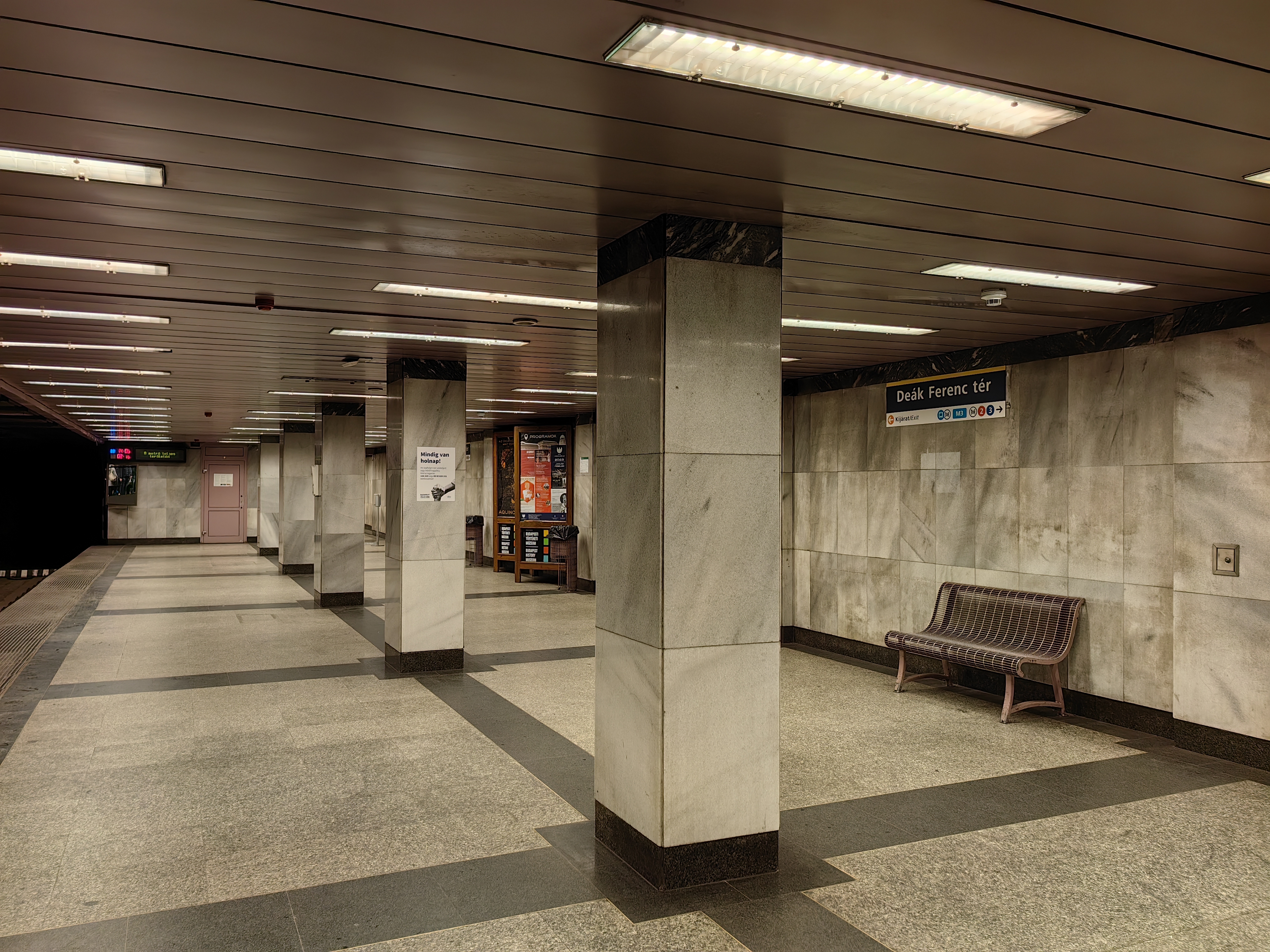
A kisföldalatti állomása 2023-ban

A Deák Ferenc tér a kisföldalatti vonalán a Vörösmarty tér és a Bajcsy-Zsilinszky út között helyezkedik el. Kéreg alatti állomás, 2,7 m mélyen, két szélső peronnal.
Az eredeti állomást 1896-ban adták át. 1951 és 1956 között a Deák Ferenc téri átszálló komplexum építése miatt az M1-es metróvonal állomását körülbelül 40 méterrel arrébb helyezték. A teljes vonalon 1956. január 12-étől jártak újra a szerelvények. A nyomvonal-korrekció során felhagyott 60 méter hosszú alagútszakaszban berendezett kiállítást 1975-ben az akkori Budapest Főváros Tanácsa és a Budapesti Közlekedési Vállalat (BKV) hozta létre.
Az állomásról a Vörösmarty tér felőli kijáratokon lehet az Erzsébet térre kijutni. A lefelé irányuló lépcsőkhöz kapcsolódó folyosó a tér alatt lévő aluljáró-rendszerhez vezet, ide csatlakozik az M2-es és az M3-as vonal felszínre vezető kijárata.

### M2-es metróvonal

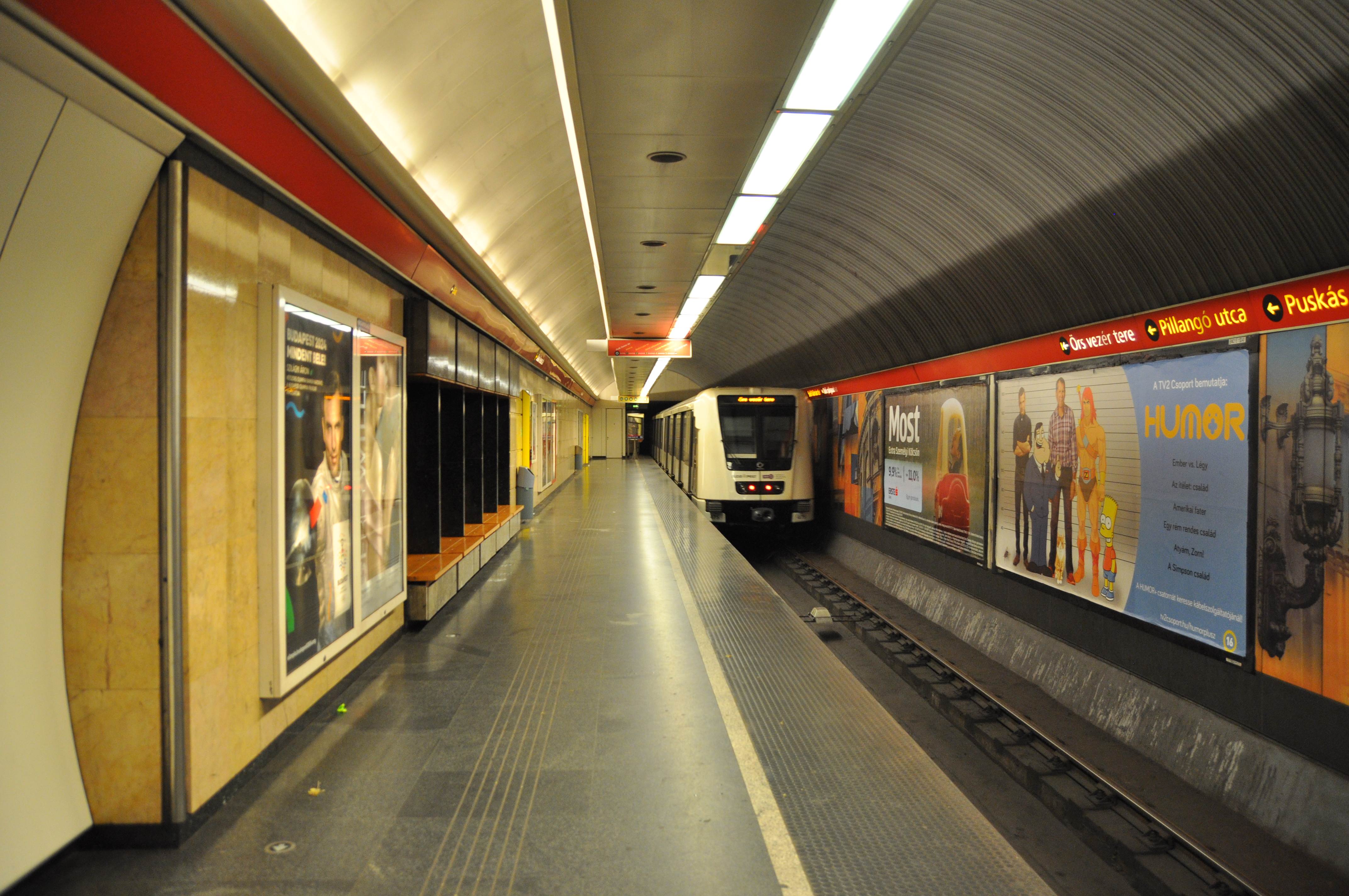
A felújított állomás az M2-es vonalon

Az állomás az M2-es metróvonalon az Astoria és a Kossuth Lajos tér között található.
1970. április 2-án adták át a vonal első szakaszával. 1972. december 22-éig, a második szakasz átadásáig ez volt a metróvonal nyugati végállomása. Az állomás középperonos, háromalagutas kialakítású. Vágánykapcsolat is épült a két vágány között. A Kossuth Lajos tér felőli oldalon egy kihúzóvágány található, itt a szerelvények irányt tudnak váltani. A kihúzó folytatása a Szent István tér alatt kanyarodó ívben az M3-as vonal felé vezető összekötő vágány, amely üzemi célokat szolgál. Az utasok két irányba tudják elhagyni az állomás területét. Az állomás Kossuth Lajos tér felőli végén nyilik az M3-as vonalra vezető átszállófolyosó, az Astoria felőli oldalon pedig az aluljáróba lehet feljutni. Innen az M1-es és az M3-as vonalra lehet eljutni, valamint a felszínre.

### M3-as metróvonal

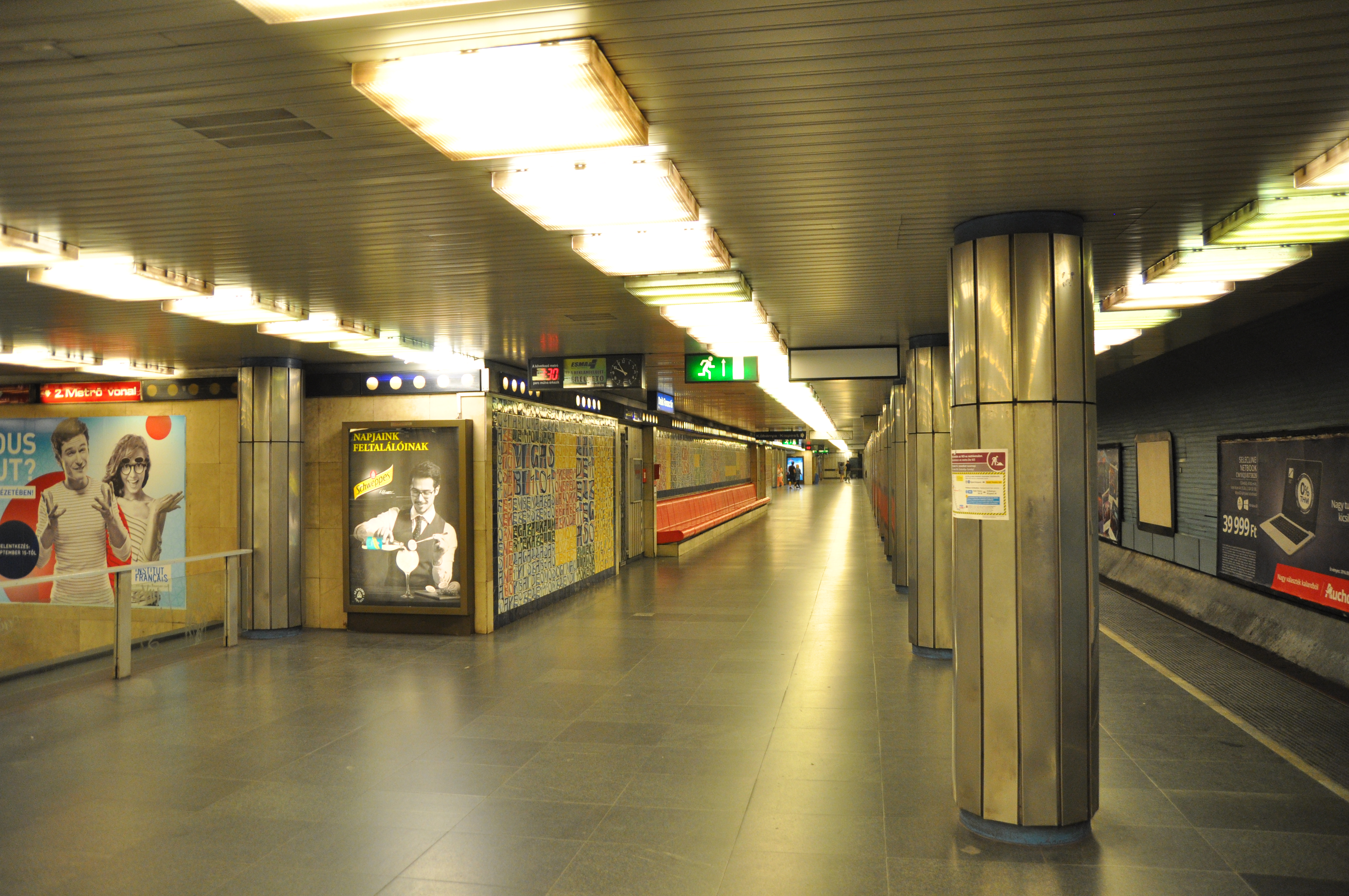
Az M3-as vonal állomása a felújítás előtt

Az állomás az M3-as metró vonalán a Ferenciek tere és az Arany János utca között helyezkedik. Az 1976. december 31-én átadott első szakaszának volt az északi végállomása 1981. december 30-ig.
Az állomás középperonos, ötalagutas kialakítású. Vágánykapcsolat is épült a két vágány között. Az Arany János utca felőli oldalon egy kihúzóvágány található, itt a szerelvények irányt tudnak váltani. A kihúzó folytatása a Szent István tér alatt kanyarodó ívben az M2-es vonal felé vezető összekötő vágány, amely üzemi célokat szolgál. Az utasok részére három kijárat van. Ebből kettő lefelé, az M2-es vonalra vezető átszállóalagútba vezet. A Ferenciek tere felőli kijáraton az aluljáróba lehet feljutni. Innen az M1-es és az M2-es vonalra lehet eljutni, valamint a felszínre.
Az átszállóalagútba vezető lejárat falán 1996. augusztus 19-én adták át João Rodrigues Vieira portugál képzőművész betűcsempékből álló alkotását, amelyből portugál költemények magyarra fordított és magyar költemények portugálra fordított részletei betűzhetők ki.
Az állomást 2020. november 7-e és 2023. január 23-a között felújítás miatt lezárták.

## Galéria

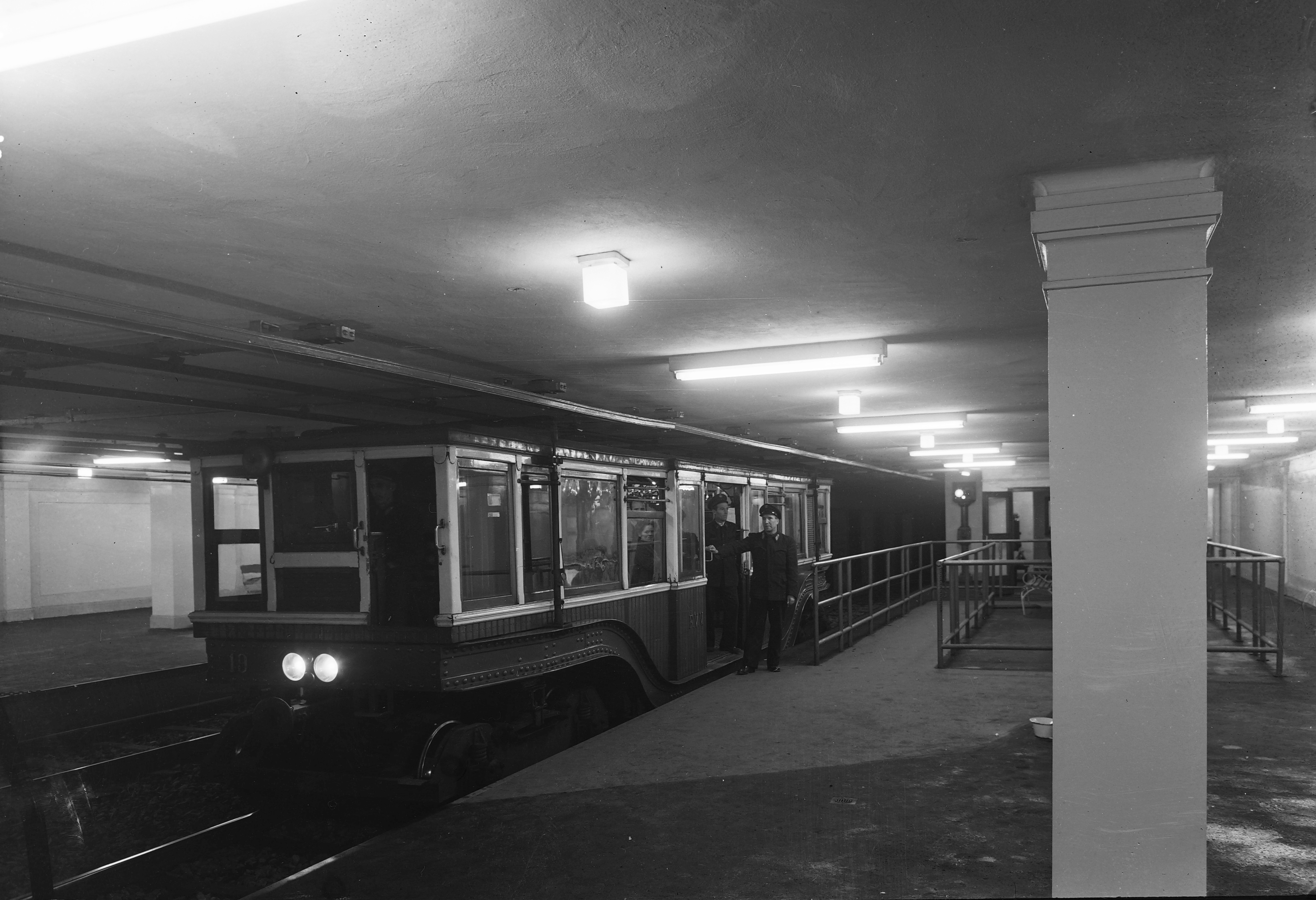
Kisföldalatti megállója a régi szerelvénnyel az '50-es években
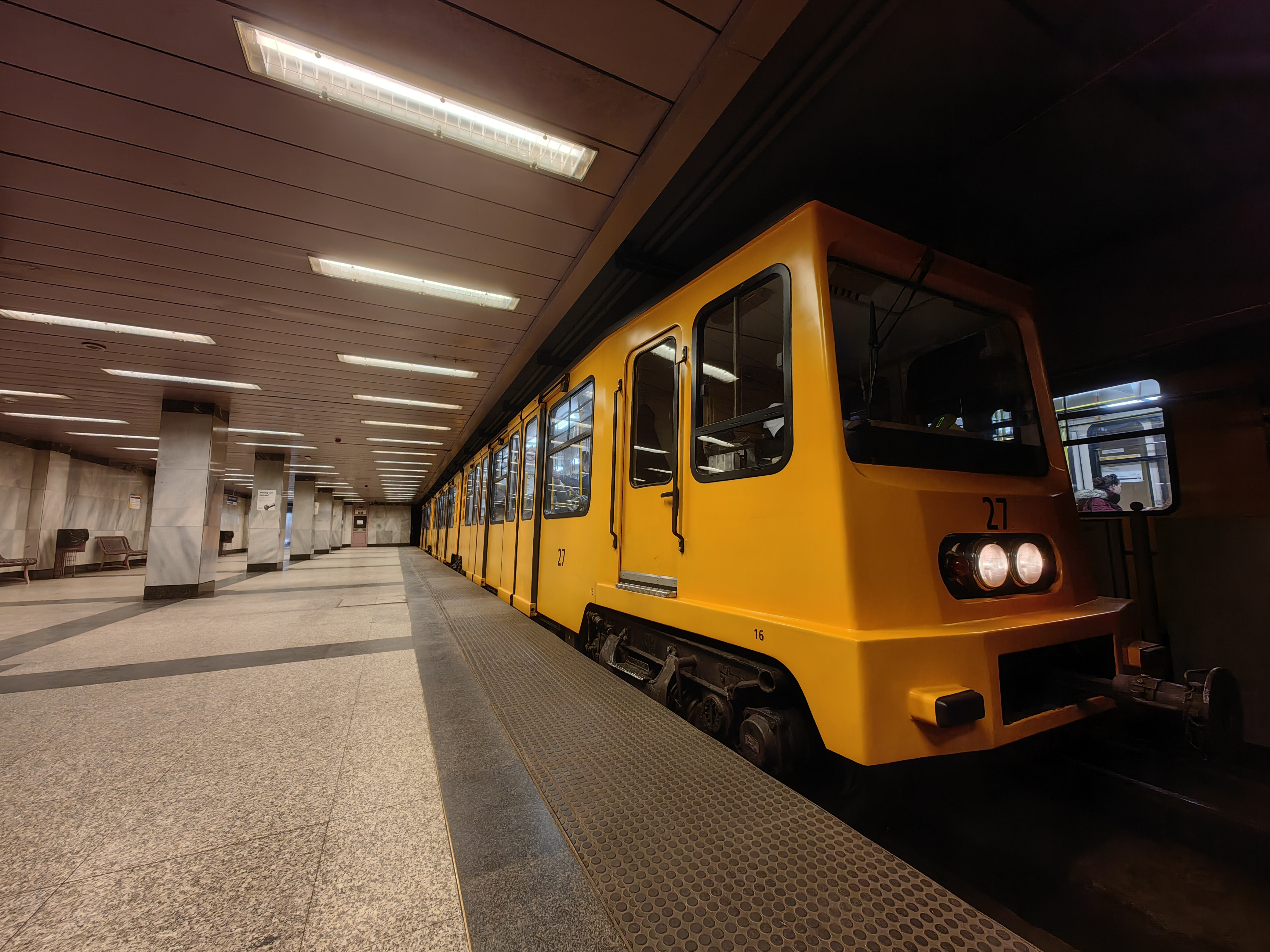
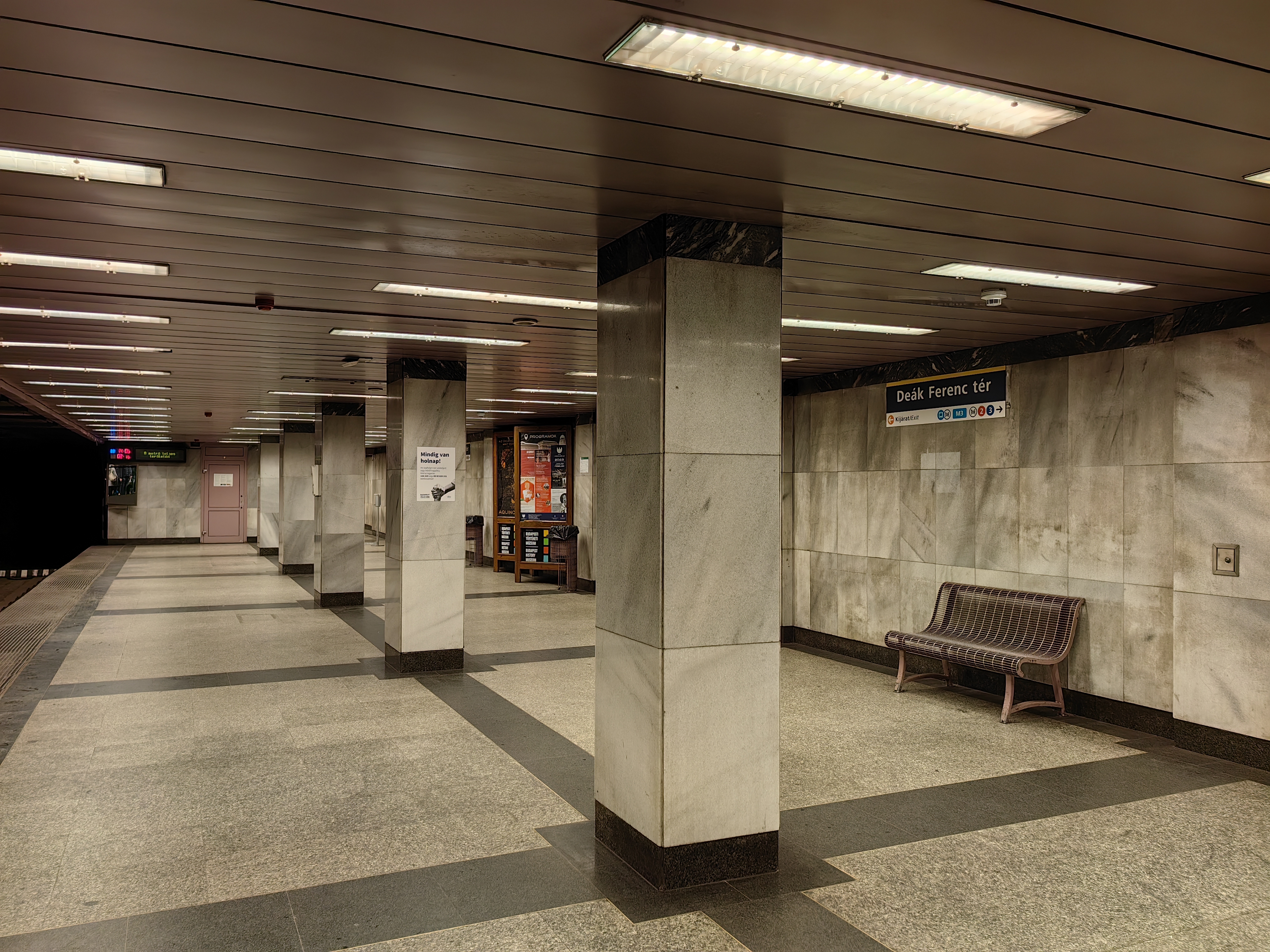
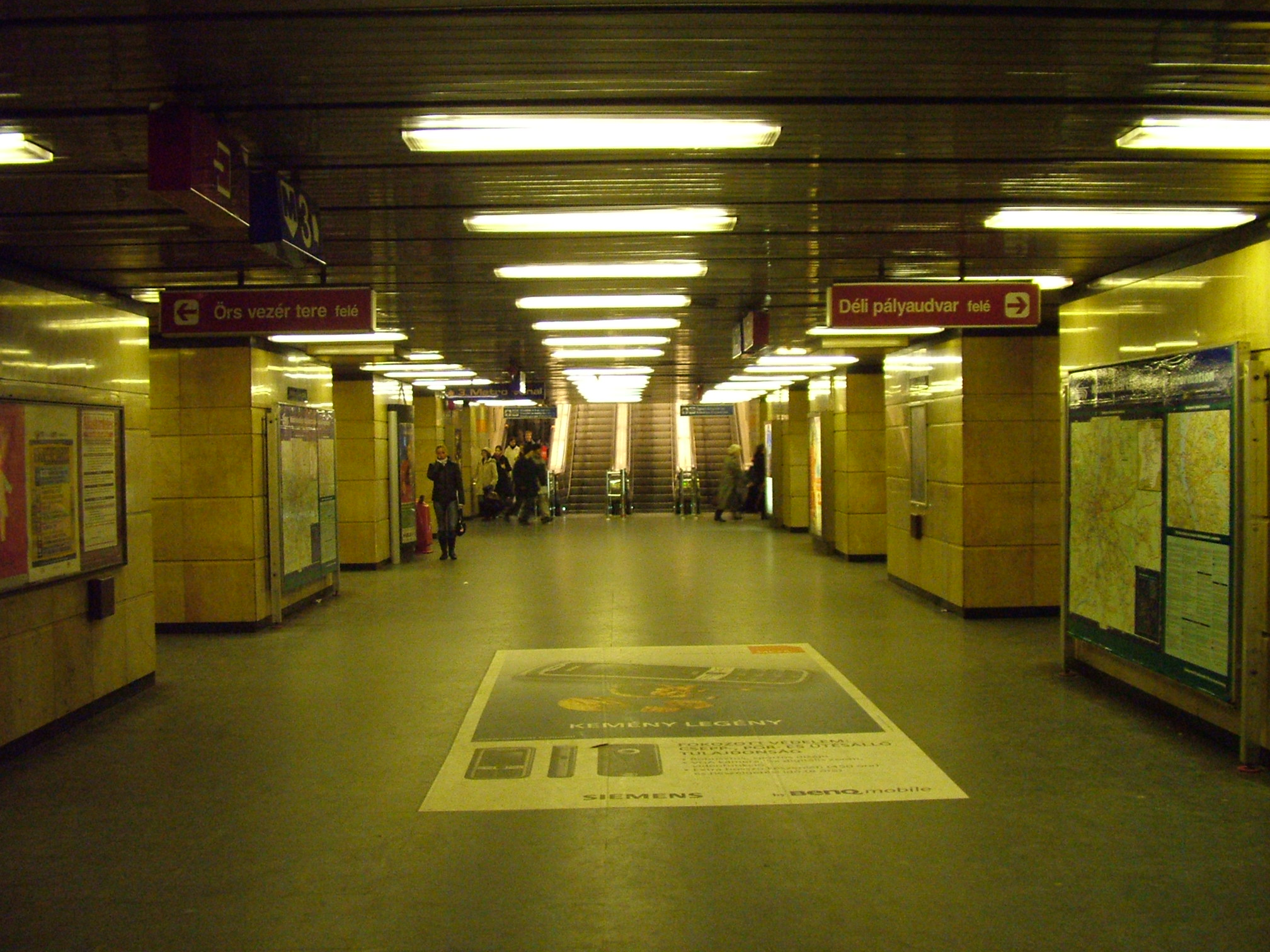
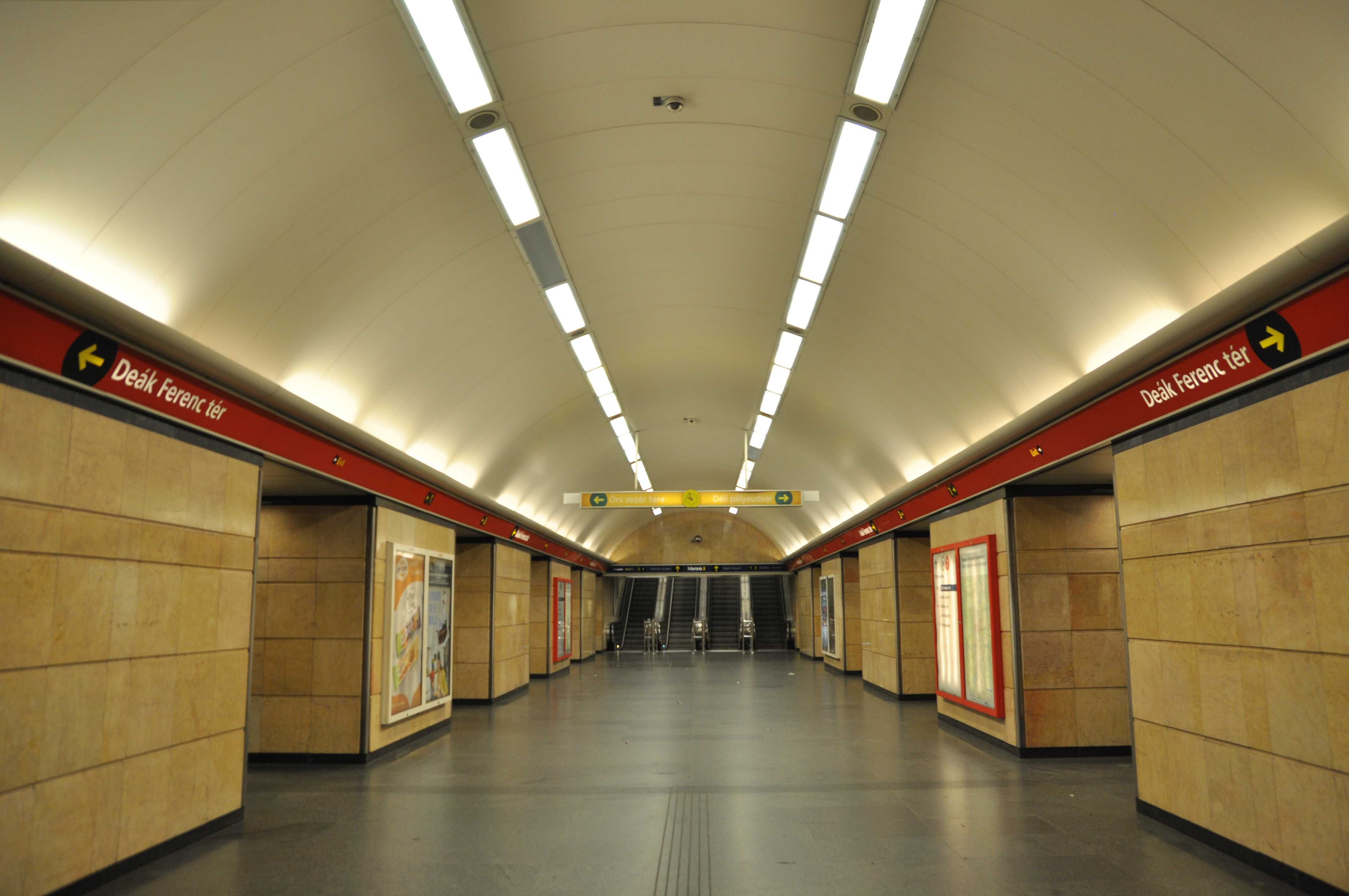
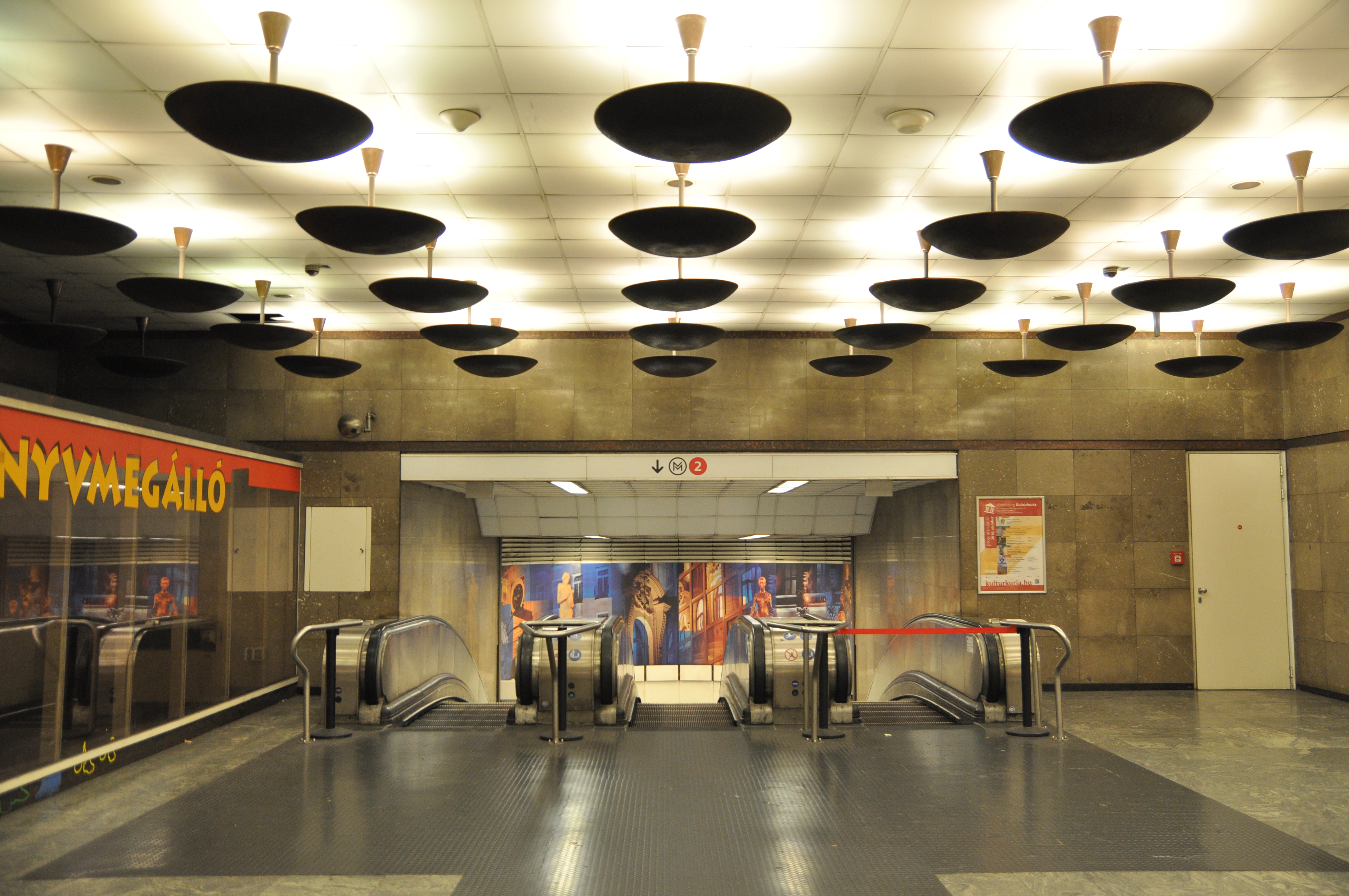
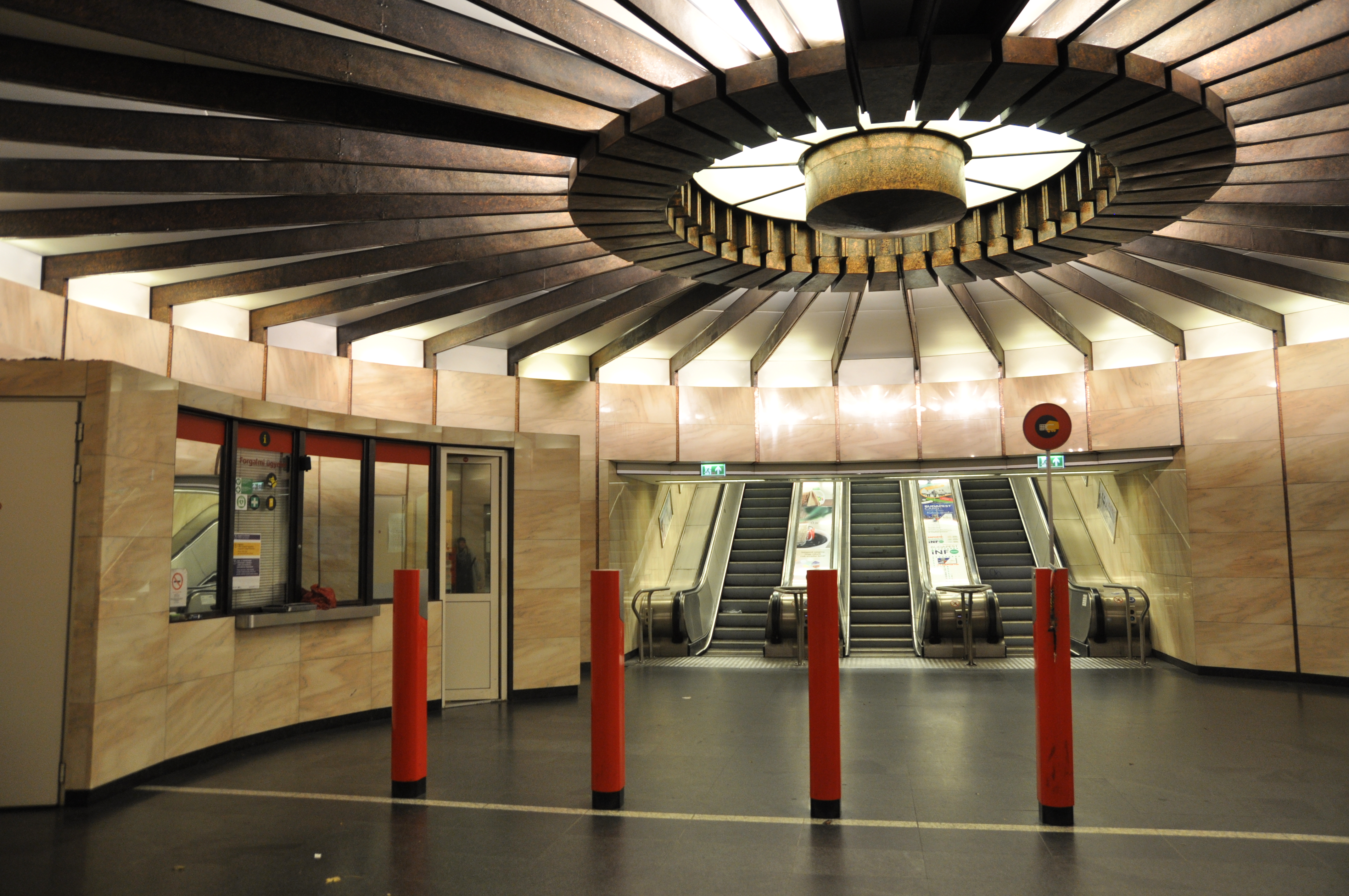
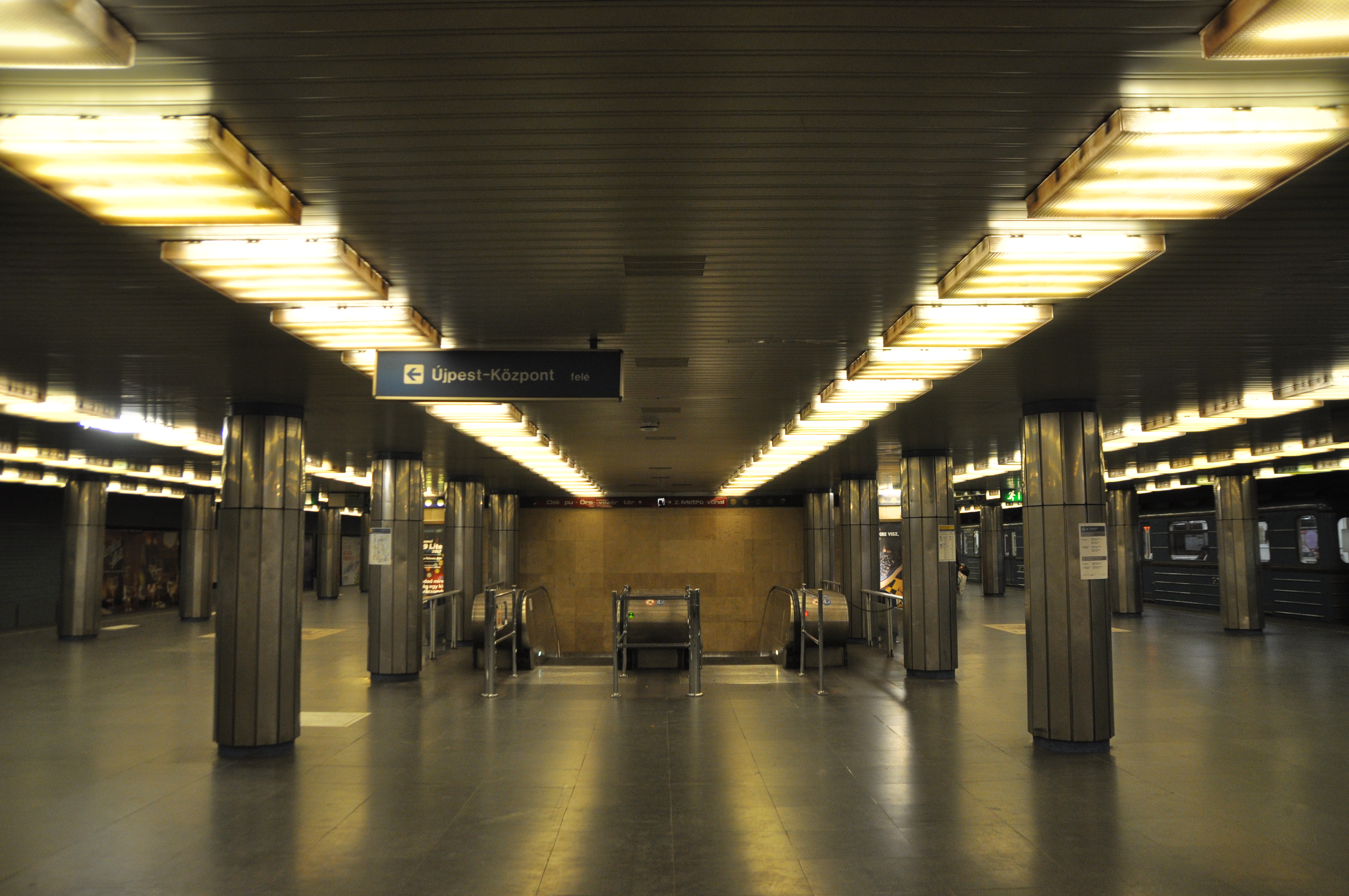
A hármas metró megállója felújítás előtt (2016)
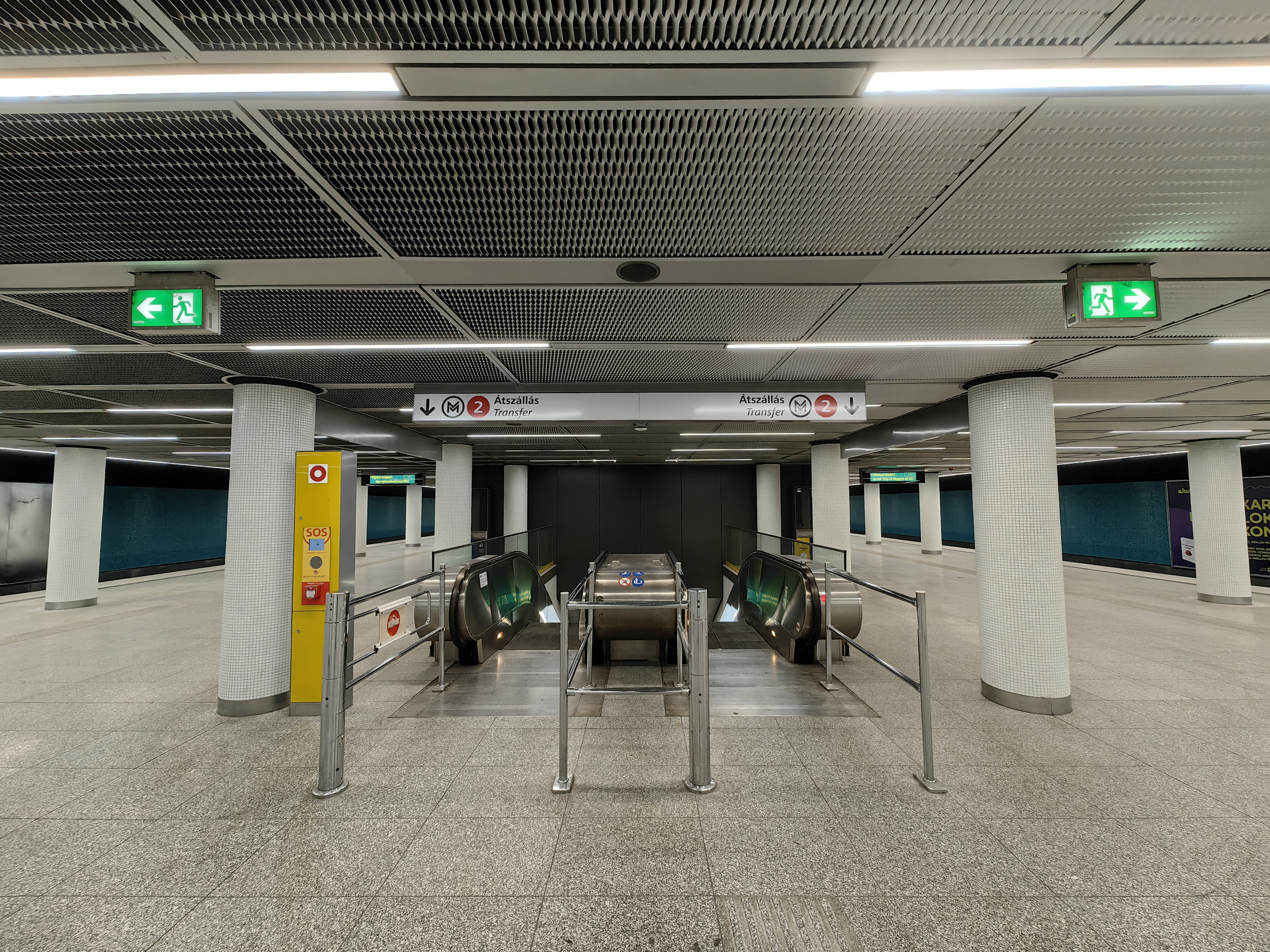
A hármas metró megállója felújítás után (2023)
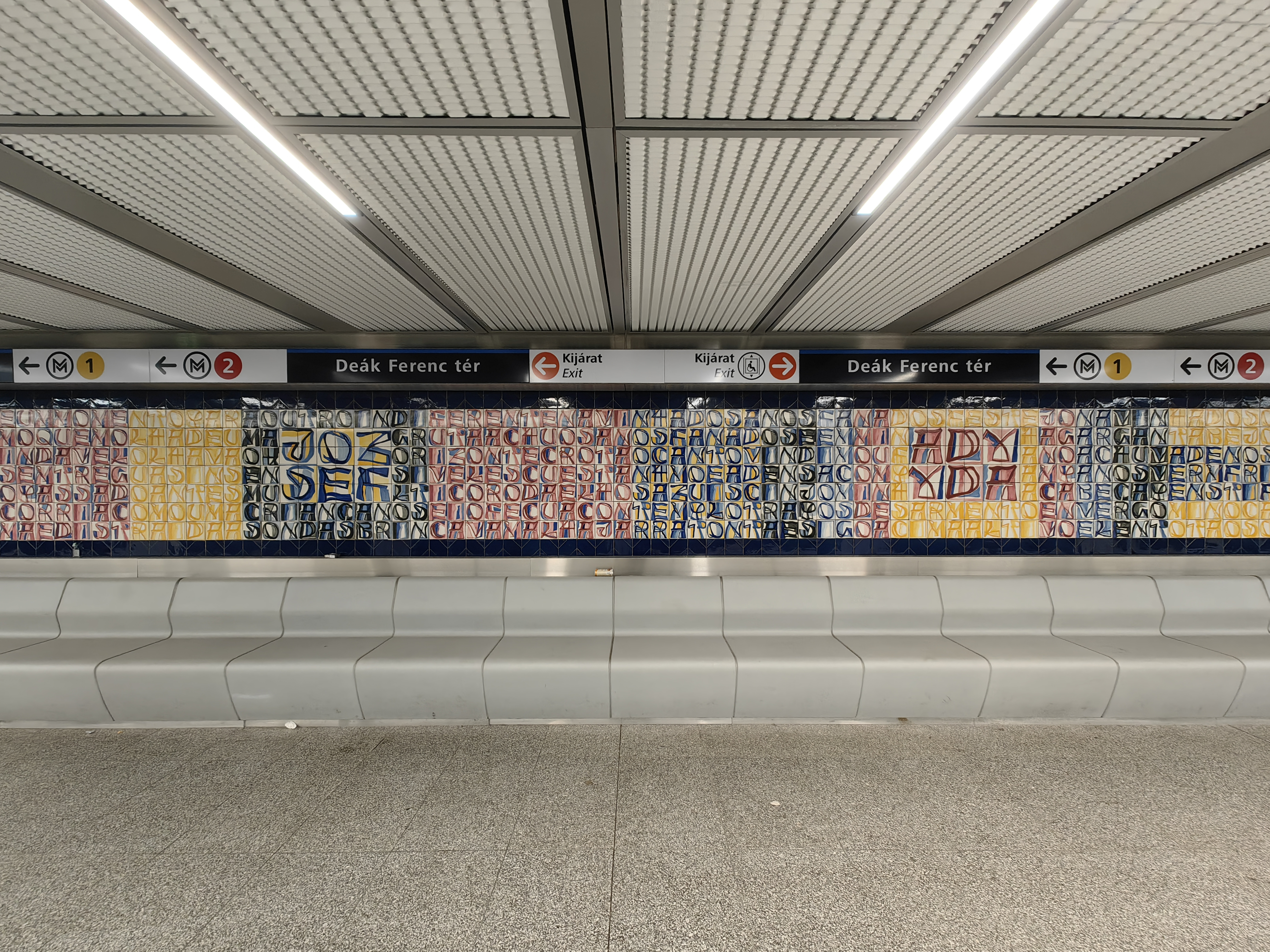
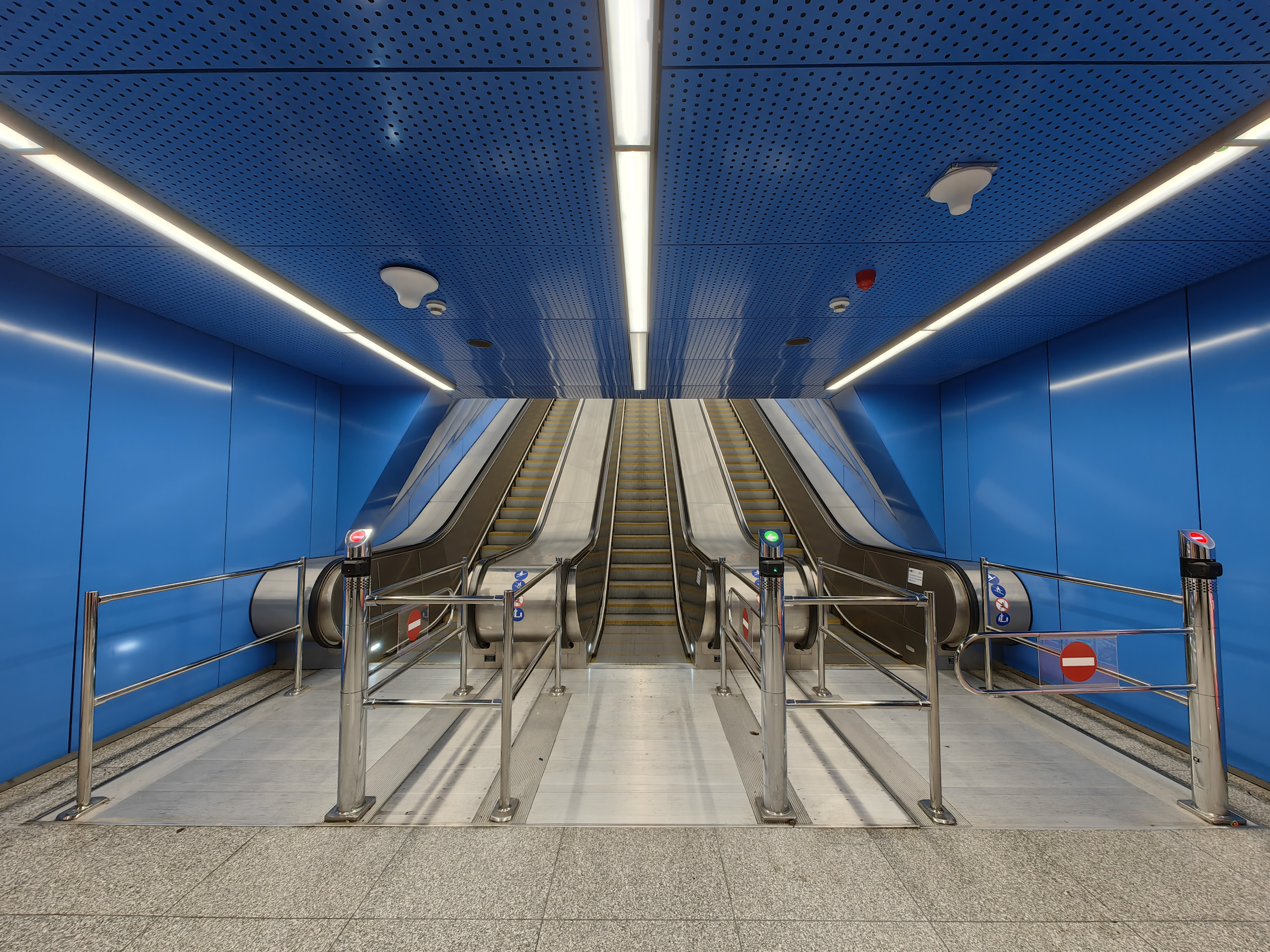
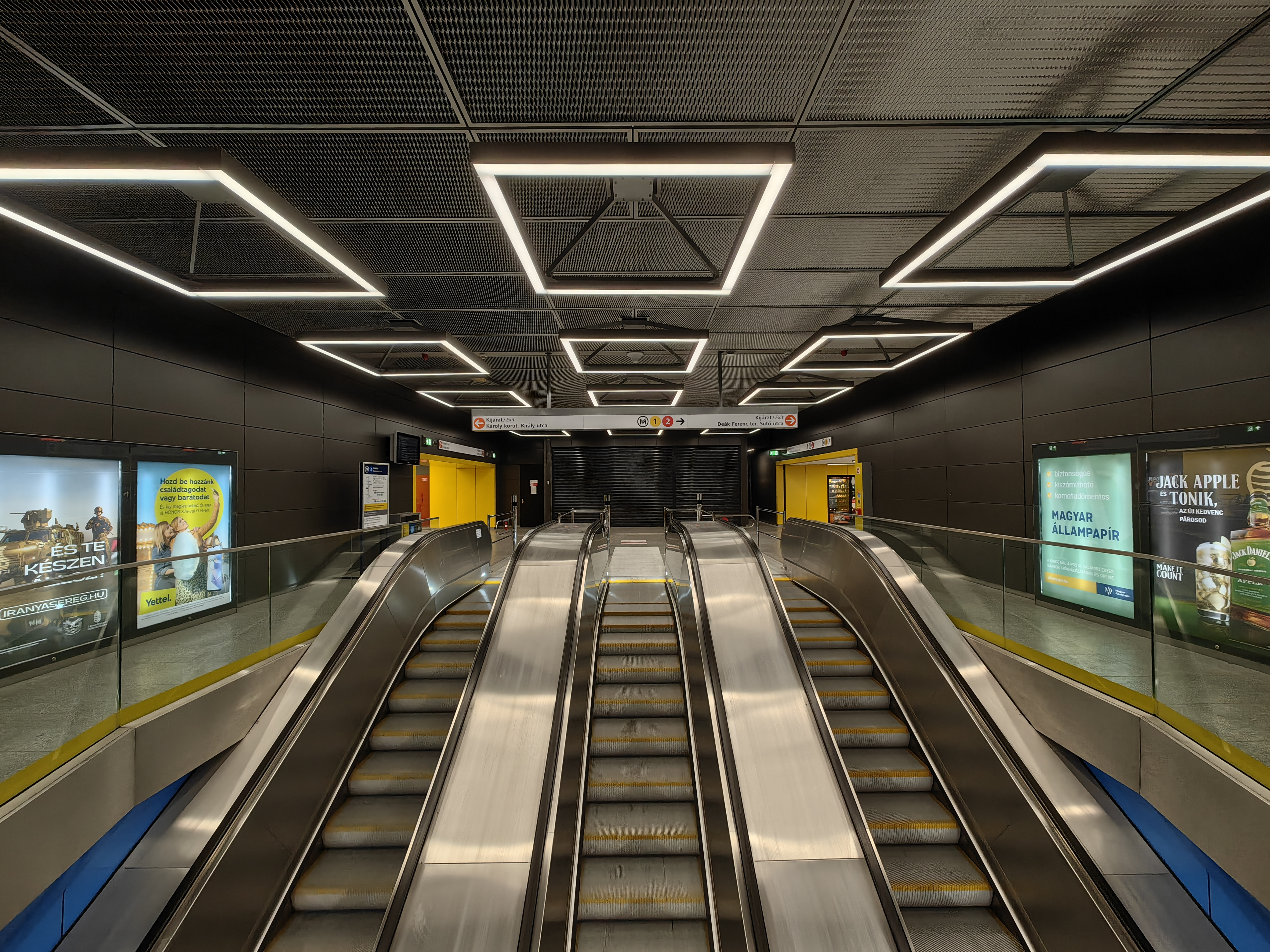

## Átszállási kapcsolatok
| Deák Ferenc tér | 47, 48, 49 72 9, 16, 100E, 105, 178, 210, 210B, 216 | Főpolgármesteri Hivatal, Pesti vármegyeháza, Szent István-bazilika, Deák téri evangélikus templom, Erzsébet téri Kulturális Központ és Park (Gödör), Anker ház, Kempinski szálloda, Meridien szálloda, Madách Imre tér, Örkény István Színház, Merlin Színház, Földalatti Vasúti Múzeum, Postamúzeum |